# 핫토리 시계점

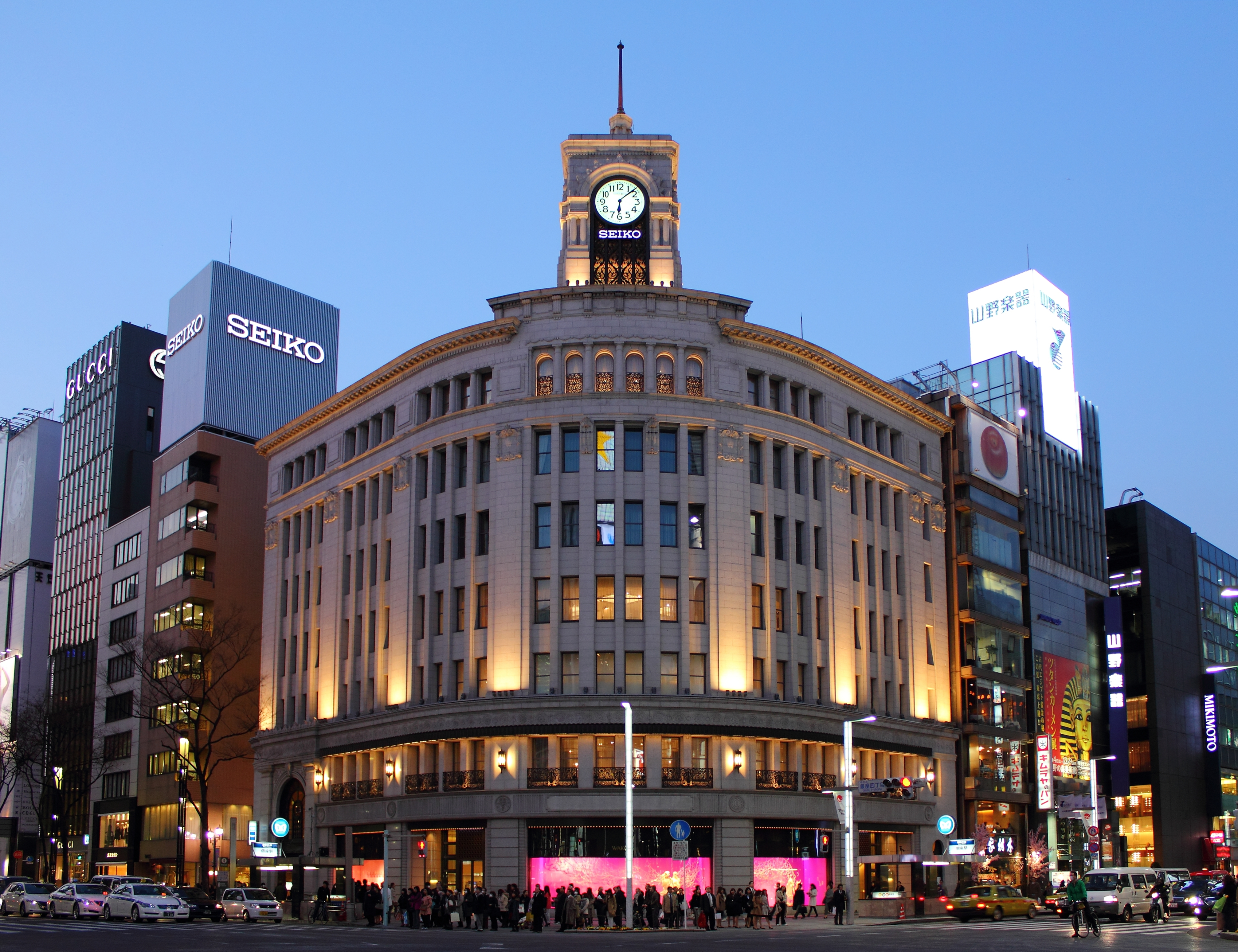
구 핫토리 시계점(도쿄도 주오구 긴자 4가). 현재는 주식회사 와코의 본점이지만, 지금은 세이코홀딩스 주식회사의 등기상의 본점이기도 하다.

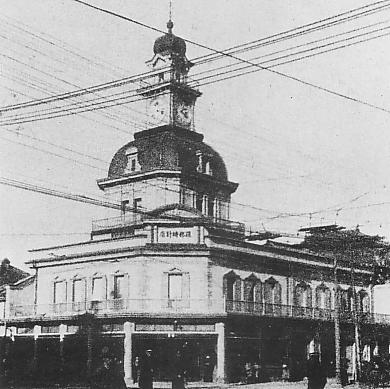
메이지 시대의 핫토리 시계점

핫토리 시계점(일본어: 服部時計店)은 1881년 12월에 핫토리 긴타로가 창업한 수입 시계·보석장식품을 취급하는 일본의 판매점이다. 후에 시계 제조 도매 회사, 정밀 기기·전자 부품·전자기기 기업으로 발전했다.
1917년에 회사화되어 ‘주식회사 핫토리 시계점’(K. Hattori & Co., Ltd.), ‘주식회사 핫토리 세이코’(Hattori Seiko Co., Ltd., 1983년), 세이코 주식회사(Seiko Corporation, 1997년) 등의 개명을 거쳐 2001년에 순수 지주회사가 되면서 현재는 세이코홀딩스 주식회사(Seiko Holdings Corporation, 2007년)이다.